# Phả hệ Vịnh Xuân quyền
Dưới đây là danh sách các nhân vật của phái Vịnh Xuân quyền trên thế giới (Trung Quốc) và Việt Nam.

## Phả hệ nhân vật Vịnh Xuân quyền trên thế giới
- Ngũ Mai Sư thái (五 枚 師 太, Wumei Shitai, Ng Mui Si Tai) hay Ngũ Mai Đại Sư (五 梅 大 師, Wǔ Méi Dà Shī, Ng Mui Dai Si);
- Nghiêm Nhị (嚴 二, Yim Yee): cha của Nghiêm Vịnh Xuân.

### Đời thứ I
- Nghiêm Vịnh Xuân (嚴 詠 春, Yim Wing Chun): học trò của Ngũ Mai Sư thái, người đầu tiên được truyền dạy Vịnh Xuân Quyền, Tên võ phái cũng lấy từ tên của Nghiêm Vịnh Xuân.

### Đời thứ II
- Lương Bác Trù hay "Lương Bác Thau" (梁 博 儔 - Leung Bok Chau, Leung Bok Sui): tương truyền là học trò của Hồng Hy Quan (Hung Hei Gun), và cũng là chồng của Nghiêm Vịnh Xuân, truyền nhân đời thứ hai của Vịnh Xuân quyền.

### Đời thứ III
- Lương Lan Quế (梁 兰 桂, Leung Lan Kwai): truyền nhân đời thứ ba Vịnh Xuân, học trò đầu tiên của Lương Bác Trù;
- Trương Ngũ còn gọi là "Than Thủ Ngũ"' (摊 手五 - 张 五, Tan Sau Ng).

### Đời thứ IV
- Lương Nhị Đệ (梁 二 娣, Leung Yee Tei):, bạn của Hoàng Hoa Bảo, truyền nhân đời thứ tư của Vịnh Xuân quyền;
- Hoàng Hoa Bảo, (黄 华 宝, Wong Wah Bo): học trò của Lương Lan Quế (Leung Lan Kwai), truyền nhân đời thứ tư của Vịnh Xuân quyền;
- Đại Hoa Diện Cẩm hay "Lục Cẩm" (陸 锦, 大 华 面 锦, Dai Fa Min Kam);
- Lục Lan Quan - 陸 兰官, San Kam (Đại Hoa Diện Tân Cẩm - 大 华面 新 锦), đồng môn với Lục Cẩm.

### Đời thứ V
- Lương Tán (梁 赞, Leung Jan): học trò của Lương Nhị Đệ và Hoàng Hoa Bảo, truyền nhân đời thứ năm của Vịnh Xuân quyền;
- Phùng Thiếu Thanh (冯 少 青, Fung Siu Ching):, sư phụ của Nguyễn Tế Vân;
- Hắc Bảo Toàn (霍 保 全, Fok Bo Chuen) hay Quách Bảo Toàn (郭 宝 全).

### Đời thứ VI
- Lương Bích (梁 壁, Leung Bik): con của Lương Tán, môn đồ bị trục xuất vì sửa đổi cách đánh của vịnh xuân gốc thầy của Nguyễn Tế Vân và Diệp Vấn;
- Trần Hoa Thuận hay "Trảo Tiền Hoa" (Chan Wah Shan, Chan Wah Shun - 陳 華 順 / 陈 顺 华 / 找 钱 华): đệ tử chân truyền của Lương Tán, sư đệ của Lương Bích, truyền nhân đời thứ 6 Vịnh Xuân quyền, thầy của Diệp Vấn.

### Đời thứ VII
- Nguyễn Tế Công hay "Nguyễn Tế Vân" (阮 济 云, Yuen Chai Wan): học trò của Phùng Thiếu Thanh và Lương Bích, Trần Hoa Thuận, truyền nhân đời thứ 7 Vịnh Xuân quyền, sư tổ của Vịnh Xuân quyền Việt Nam;
- Nguyễn Kỳ Sơn (阮 其 山, Yuen Kay Shan): em ruột Nguyễn Tế Vân, tông sư Vịnh Xuân quyền Quảng Châu;
- Diệp Vấn (叶 问, Yip Man): học trò của Trần Hoa Thuận, Lương Bích tông sư Vịnh Xuân quyền Hồng Kông, truyền nhân đời thứ 7 Vịnh Xuân quyền, thầy của Lý Tiểu Long;
- Ngô Tiểu Lỗ (吳 小 魯, Ng Siu Lo), học trò của Trần Hoa Thuận;
- Ngô Trọng Tố (吳 仲 素, Ng Chung Sok): học trò của Trần Hoa Thuận, Nhị Sư huynh và cũng là người đã dạy Vịnh Xuân quyền cho của Diệp Vấn từ năm 13 tuổi tại Phật Sơn, Quảng Đông;
- Trần Nhữ Miên (Chan Yu Min, Chan Yu-Gum - 陳 汝 錦): con trai của Trần Hoa Thuận;
- Lôi Nhữ Tế (Lui Yu Jai, Lui Yu-Chai - 雷汝濟): học trò của Trần Hoa Thuận.

### Đời thứ VIII
- Lương Đình (梁 挺, Leung Ting, 1947 -): học trò của Diệp Vấn;
- Diệp Chuẩn (Yip Chun, Ip Chun - 葉 準, 1924 -), con trai của Diệp Vấn.
- Lý Tiểu Long (Bruce Lee - 李小龍, 1940-1973), học trò của Diệp Vấn.

### Đời thứ IX
- Bành Nam (彭 南, Pang Nam, Việt Nam, 1895 – ) học trò đời thứ hai của Lôi Nhữ Tế và Trần Nhữ Miên.

## Phả hệ nhân vật Vịnh Xuân quyền Việt Nam

### Đời thứ I
- Nguyễn Tế Công hay "Nguyễn Tế Vân", (阮 济 云, Yuen Chai Wan): học trò của Phùng Thiếu Thanh và Lương Bích, truyền nhân đời thứ 7 Vịnh Xuân quyền, sư tổ của Vịnh Xuân quyền Việt Nam.

### Đời thứ II
- Trần Văn Phùng (1902 -1987)
- Trần Thúc Tiển (1912-1980)
- Ngô Sĩ Quý (1922-1997)
- Vũ Bá Quý (1912-1995)
- Hồ Hải Long (1917-1988)
- Phan Dương Bình (1929)
- Lục Viễn Khai (mất năm 1979)